# Viva Vox
Вива вокс (лат. Viva Vox — живео глас) српски је а капела хор основан 2003. године у Земуну, Београд. Хор је стекао ширу популарност 2011. године захваљујући снимку обраде песме Du hast немачког бенда Рамштајн, коју је на сајту  видело више од три милиона гледалаца. Вива вокс је 1. децембра 2011. одржао распродат концерт у Сава центру. Чланови хора су исте године снимили обраду песме „Утисци“ групе Козметика као насловну нумеру за емисију Утисак недеље водитељке Оље Бећковић на телевизији Б92. Поводом прославе Српске Нове године 14. јануара 2013. године, одржали су концерт у сали Генералне скупштине Уједињених нација. Вива вокс је одржао највећи концерт у досадашњем току каријере - 9. маја 2015. у београдској Комбанк арени.

## Историја хора
Хор Вива вокс је основан 2003. године од стране професорке Јасмине Лорин, која је четрнаест година била диригент хора Земунске гимназије, и младих чланова хора Културно–уметничког друштва „Бранко Радичевић“. Од 2005. године наступају као самостални хор под називом Вива вокс. У почетку, хор се бавио класичном музиком, и изводио дела композитора попут Стевана Стојановића Мокрањца, Волфганга Амадеуса Моцарта и Георга Фридриха Хендла. Од 2008. сами пишу своје аранжмане за песме популарне музике извођача као што су Квин, АББА и Вампири. Песме су најпре изводили без пратње инструмената, а 2009. су у свој наступ укључили и битбокс.
Вива вокс 2010. године почиње да привлачи и пажњу медија, највише захваљујући наступу на фестивалу Supernatural, а 31. маја 2011. године, хор одржава распродат концерт у београдском Дому омладине. Снимак обраде песме Du hast немачког метал бенда Рамштајн је на сајту  видело више од милион гледалаца из разних земаља — Србије и околине, Аустрије, Француске, Мексика, Јужноафричке Републике и других. Захваљујући овом концерту и песми Du hast, хор стиче велику популарност. Нешто касније те године, Вива вокс снимају обраду песме „Утисци“ групе Козметика која од 2011. године служи као уводна шпица за емисију Утисак недеље водитељке Оље Бећковић на телевизији Б92. Дана 1. децембра 2011. хор је одржао распродат концерт у Сава центру.
Врхунац њихове досадашње каријере представља концерт у сали Генералне скупштине Уједињених нација поводом прославе Српске Нове године 14. јануара 2013. године, којим су преузели одговорну улогу културних амбасадора наше земље пред целим светом. Као једини музички састав из Србије који је икада наступио у овој дворани, Вива вокс се придружио листи пробраних светских музичара којима је припала та велика част. Други концерт који је обележио каријеру хора био је наступ у Великој хали народа у Пекингу, пред великим бројем високих државних функционера Кине.
У оквиру прославе десетог рођендана хора, осим изласка првог спота и албума, Вива вокс је одржао највећи концерт у досадашњем току каријере - 9. маја 2015. у београдској Комбанк арени.

## Познате обраде
Међу најпознатијим обрадама хора су нумере Bohemian Rhapsody групе Квин, Mamma Mia групе АББА, Billie Jean Мајкла Џексона, Africa групе Тото, Tears in Heaven Ерика Клептона, The Circle of Life Елтона Џона, Ameno групе Ера и многе друге. Њихова обрада песме „Утисци“ групе Козметика од 2011. године служи као уводна шпица за емисију Утисак недеље водитељке Оље Бећковић на телевизији Б92.

## Чланови - активни
| Име и презиме члана     | Улога / Глас              |
| ----------------------- | ------------------------- |
| Јасмина Лорин           | Диригент                  |
| Борис Балуновић         | Тенор, битбоксер, аранжер |
| Марко Живковић          | Тенор, аранжер            |
| Тихомир Јованић         | Баритон, битбоксер        |
| Милица Дамњановић       | Сопран                    |
| Наталија Милошевић      | Сопран                    |
| Сара Филиповић          | Сопран                    |
| Зорана Петровић         | Сопран                    |
| Анастасија Кнежевић     | Сопран                    |
| Андреа Рађеновић        | Сопран                    |
| Јелена Спасић           | Сопран                    |
| Јована Матић            | Сопран                    |
| Јована Стојиљковић      | Сопран                    |
| Теодора Пејић           | Сопран                    |
| Вања Петровић           | Сопран                    |
| Даница Лазовић          | Сопран                    |
| Јована Спремо           | Сопран                    |
| Марија Стојановић       | Сопран                    |
| Милица Милосављевић     | Сопран                    |
| Теодора Вујић           | Сопран                    |
| Вања Мичев              | Сопран                    |
| Бранка Бајсерт          | Алт                       |
| Мирјана Бајсерт         | Алт                       |
| Ивана Фостиков          | Алт                       |
| Андреа Рашевић          | Алт                       |
| Јања Франета            | Алт                       |
| Ана Шулубурић           | Алт                       |
| Ана Чобреновић          | Алт                       |
| Мелита Рихтер           | Алт                       |
| Кристина Тодоровић      | Алт                       |
| Ана Дорошки             | Алт                       |
| Јована Обрадовић        | Алт                       |
| Милена Јовановић        | Алт                       |
| Милена Радојковић       | Алт                       |
| Миона Момчиловић        | Алт                       |
| Срђан Младеновић        | Тенор                     |
| Дејан Покрајац          | Тенор                     |
| Владимир Лалић          | Тенор                     |
| Марко Чапљић            | Тенор                     |
| Иван Дебељак            | Тенор                     |
| Никола Крстић           | Тенор                     |
| Антоније Заграђанин     | Тенор                     |
| Душан Стојановић        | Тенор                     |
| Петар Павловић          | Тенор                     |
| Растко Балуновић        | Баритон                   |
| Милош Ботић             | Баритон                   |
| Александар Димитријевић | Баритон                   |
| Бојан Пејчић            | Баритон                   |
| Слободан Милошевић      | Баритон                   |
| Стефан Пуђа             | Бас                       |
| Душан Недељковић        | Бас                       |
| Вукашин Глигоријевић    | Бас                       |
| Милош Опачић            | Бас                       |
| Снежана Соколовић       | Сопран                    |
| Ирина Симовић           | Сопран                    |
| Милена Благојевић       | Сопран                    |
| Марина Миличић          | Сопран                    |
| Анка Војнић             | Сопран                    |
| Милица Лукић            | Сопран, аранжер           |
| Марија Павловић         | Сопран                    |
| Невена Павловић         | Сопран                    |
| Ива Босотина            | Алт                       |
| Маја Васић              | Алт                       |
| Сања Мацура             | Алт                       |
| Драгана Ненадовић       | Алт                       |
| Марко Катана            | Тенор, аранжер            |
| Никола Петровић         | Тенор                     |
| Иван Пропадовић         | Бас                       |
| Никола Андрић           | Бас                       |
| Немања Радојковић       | Бас                       |
| Андрија Николетић       | Бас                       |